# Eiskunstlauf-Europameisterschaften 1978
Die 70. Eiskunstlauf-Europameisterschaften fanden vom 31. Januar bis 5. Februar 1978 in Straßburg statt.

## Ergebnisse

### Herren
| Platz | Sportler                     | Land                   |
| ----- | ---------------------------- | ---------------------- |
| 1     | Jan Hoffmann                 | DDR                    |
| 2     | Wladimir Kowaljow            | Sowjetunion            |
| 3     | Robin Cousins                | Vereinigtes Königreich |
| 4     | Igor Bobrin                  | Sowjetunion            |
| 5     | Juri Owtschinnikow           | Sowjetunion            |
| 6     | Mario Liebers                | DDR                    |
| 7     | Rudi Cerne                   | BR Deutschland         |
| 8     | Miroslav Šoška               | Tschechoslowakei       |
| 9     | Gerd-Walter Gräbner          | BR Deutschland         |
| 10    | Gilles Beyer                 | Frankreich             |
| 11    | Grzegorz Głowania            | Polen                  |
| 12    | Andrew Bestwick              | Vereinigtes Königreich |
| 13    | Thomaz Öberg                 | Schweden               |
| 14    | Bruno Watschinger            | Österreich             |
| 15    | Matjaž Krušec                | Jugoslawien            |
| 16    | Francis Demarteau            | Belgien                |
| 17    | Jan Glerup                   | Dänemark               |
|       | Helmut Kristofics-Binder (Z) | Österreich             |

- Z = Zurückgezogen

### Damen
| Platz | Sportlerin              | Land                   |
| ----- | ----------------------- | ---------------------- |
| 1     | Anett Pötzsch           | DDR                    |
| 2     | Dagmar Lurz             | BR Deutschland         |
| 3     | Jelena Wodoresowa       | Sowjetunion            |
| 4     | Denise Biellmann        | Schweiz                |
| 5     | Susanna Driano          | Italien                |
| 6     | Kristiina Wegelius      | Finnland               |
| 7     | Carola Weißenberg       | DDR                    |
| 8     | Danielle Rieder         | Italien                |
| 9     | Natalja Strelkowa       | Sowjetunion            |
| 10    | Karena Richardson       | Vereinigtes Königreich |
| 11    | Renata Baierová         | Tschechoslowakei       |
| 12    | Karin Riediger          | BR Deutschland         |
| 13    | Zhanna Ilina            | Sowjetunion            |
| 14    | Garnet Ostermeier       | BR Deutschland         |
| 15    | Susan Broman            | Finnland               |
| 16    | Sanda Dubravčić         | Jugoslawien            |
| 17    | Astrid Janesn in de Wal | Niederlande            |
| 18    | Franca Bianconi         | Niederlande            |
| 19    | Cecile Antonelli        | Frankreich             |
| 20    | Christina Svensson      | Schweden               |
| 21    | Helena Chwila           | Polen                  |
| 22    | Patricia Fiorucci       | Italien                |

### Paare
| Platz | Sportler                                | Land             |
| ----- | --------------------------------------- | ---------------- |
| 1     | Irina Rodnina / Alexander Saizew        | Sowjetunion      |
| 2     | Marina Tscherkassowa / Sergei Schachrai | Sowjetunion      |
| 3     | Manuela Mager / Uwe Bewersdorf          | DDR              |
| 4     | Sabine Baeß / Tassilo Thierbach         | DDR              |
| 5     | Ingrid Spieglová / Alan Spiegl          | Tschechoslowakei |
| 6     | Kerstin Stolfig / Veit Kempe            | DDR              |
| 7     | Marina Pestowa / Stanislaw Leonowitsch  | Sowjetunion      |
| 8     | Susanne Scheibe / Andreas Nischwitz     | BR Deutschland   |
| 9     | Sabine Fuchs / Xavier Videau            | Frankreich       |
| 10    | Elzbieta Luczynska / Marek Chrolenko    | Polen            |
| 11    | Gabriele Beck / Jochen Stahl            | BR Deutschland   |
| 12    | Catherine Brunet / Philippe Brunet      | Frankreich       |

### Eistanz
| Platz | Sportler                                   | Land                   |
| ----- | ------------------------------------------ | ---------------------- |
| 1     | Irina Moissejewa / Andrei Minenkow         | Sowjetunion            |
| 2     | Natalja Linitschuk / Gennadi Karponossow   | Sowjetunion            |
| 3     | Krisztina Regőczy / András Sallay          | Ungarn                 |
| 4     | Janet Thompson / Warren Maxwell            | Vereinigtes Königreich |
| 5     | Liliana Řeháková / Stanislav Drastich      | Tschechoslowakei       |
| 6     | Marina Sujewa / Andrei Witman              | Sowjetunion            |
| 7     | Kay Barsdell / Kenneth Foster              | Vereinigtes Königreich |
| 8     | Isabella Rizzi / Luigi Freroni             | Italien                |
| 9     | Jayne Torvill / Christopher Dean           | Vereinigtes Königreich |
| 10    | Susi Handschmann / Peter Handschmann       | Schweiz                |
| 11    | Henriette Fröschl / Christian Steiner      | BR Deutschland         |
| 12    | Halina Gordon / Jacek Tascher              | Polen                  |
| 13    | Muriel Boucher / Yves Malatier             | Frankreich             |
| 14    | Elisabetta Parisi / Marco Gobbo            | Italien                |
| 15    | Elisabeth Luksch / Peter Schubl            | Schweiz                |
| 16    | Rita Karpat / István Palásthy              | Ungarn                 |
|       | Jolanta Wesołowska / Andrzej Alberciak (Z) | Polen                  |

- Z = Zurückgezogen